# 日本単独野営協会
日本単独野営協会（にほんたんどくやえいきょうかい、英: Japan Solocamp Association）は、平成30年5月創立。活動内容は、ソロキャンプの健全な普及促進に関する活動、野営地の清掃・保全活動などをおこなう任意団体。

## 活動
「ソロキャンプ（一人でのキャンプ）」を楽しみながら、ボランティアで河川敷の清掃活動を行っている。

## メディア
- 「来たときより美しく」日本単独野営協会インタビュー（愛川町）
- 全国のソロキャンパーを支援する任意団体「日本単独野営協会」をご存知ですか？（キャンプクエスト）
- 【こちらサンスポ社会班】ソロキャンプで「たき逃げ」横行　日本単独野営協会のユニーク啓発「注意しない清掃」で戦う
- 河川敷の火事｢絶対なくす｣ 日本単独野営協会　小山代表理事〈厚木市・愛川町・清川村〉
- 小さな力を大きな輪に　厚木・愛川・清川 ～ タウンニュース
- 「もうヤメましょうよ…」ソロキャンプブームの陰で「焚き逃げ」横行、釘も放置　片付け続ける愛好家らの思い